# Justin Schultz
Justin Schultz (Kelowna, Columbia Británica, 6 de julio de 1990), apodado Schultzy, es un jugador profesional canadiense de hockey sobre hielo que se desempeña en la posición de defensor derecho en Seattle Kraken, equipo de la National Hockey League (NHL).

## Carrera
Fue seleccionado en la segunda ronda en la NHL Entry Draft de 2008. En 2012 hizo su debut profesional con el equipo Edmonton Oilers, en el cual jugó cuatro temporadas (2012-2015), después pasó a Pittsburgh Penguins (2015-2020), luego a Washington Capitals (2020-2022), posteriormente a Seattle Kraken, donde lleva jugando dos temporadas.